# Rafael Ferro
Rafael Ferro (Buenos Aires, 6 de diciembre de 1965) es un actor argentino de cine, teatro y televisión. Conocido por sus participaciones en telenovelas como Verano del 98, Resistiré, Lalola, Para vestir santos, Guapas, Un año para recordar y Las Estrellas entre otras, donde mayormente interpreta villanos.

## Vida personal
Nació el 6 de diciembre de 1965 en Buenos Aires y creció en el barrio de Palermo.
Tiene cuatro hijos: Lorenzo Ferro, nacido en 1998 quien es actor, Matilda, nacida en  2003, Antonio, nacido en 2008, y Miguel, nacido en 2015.

## Filmografía

### Cine
| Año  | Título                    | Papel                      | Dirección                              |
| ---- | ------------------------- | -------------------------- | -------------------------------------- |
| 2001 | Bolivia                   | Borracho                   | Israel Adrián Caetano                  |
| 2004 | Vida en Marte             | Máximo                     | Néstor Frenkel                         |
| 2005 | Ronda nocturna            | Mario                      | Edgardo Cozarinsky                     |
| 2005 | El buen destino           | Daniel                     | Leonor Benedetto                       |
| 2006 | Agua                      | Goyo                       | Verónica Chen                          |
| 2007 | Maradona, la mano de Dios |                            | Marco Risi                             |
| 2007 | La antena                 | El Inventor                | Esteban Sapir                          |
| 2008 | Die Tränen meiner Mutter  | Carlos                     | Alejandro Cárdenas                     |
| 2009 | Música en espera          | Nicolás                    | Hernán Goldfrid                        |
| 2010 | Das Lied in mir           | Alejandro                  | Florián Micoud Cossen                  |
| 2011 | Medianeras                | Rafa                       | Gustavo Taretto                        |
| 2011 | El derrotado              | Alberto                    | Javier Torre y Vellano Marcos          |
| 2011 | La memoria del muerto     | Mauro                      | Valentín Javier Diment                 |
| 2013 | Mala                      | Rodrigo                    | Israel Adrián Caetano                  |
| 2013 | Bolishopping              |                            | Pablo Stigliani                        |
| 2014 | Planta madre              | Pato                       | Gianfranco Quattrini                   |
| 2014 | Olvidados                 | Sanera                     | Carlos Bolado                          |
| 2014 | El hijo buscado           | Álvaro                     | Daniel Gagliano                        |
| 2015 | La vida después           | Gonzalo                    | Pablo Bardauil y Franco Verdoia        |
| 2016 | Ataúd blanco              | Masón                      | Daniel de la Vega                      |
| 2016 | Terror 5                  | Palacios                   | Sebastián Rotstein y Federico Rotstein |
| 2017 | Nadie nos mira            | Martín                     | Julia Solomonoff                       |
| 2019 | A oscuras                 |                            | Victoria Chaya Miranda                 |
| 2020 | El robo del siglo         | Alberto «Beto» de la Torre | Ariel Winograd                         |
| 2020 | La corazonada             | Fiscal Emilio Roger        | Alejandro Montiel                      |
| 2021 | Amor bandido              | Gustavo                    | Daniel Andrés Werner                   |
| 2022 | Noche americana           | Allan                      | Alejandro Bazzano                      |
| 2022 | Vuelta al perro           | Rafa                       | Nicolás Di Cocco                       |
| 2023 | El método Tangalanga      | Franco Giordano            | Mateo Bendesky                         |
| 2023 | Doble discurso            | Ricardo Pratt              | Hernán Guerschuny                      |
| 2024 | Martín García             | Julio                      | Aníbal Garisto                         |

### Televisión
| Año       | Título                                      | Papel                  | Notas                                               |
| --------- | ------------------------------------------- | ---------------------- | --------------------------------------------------- |
| 2000      | Verano del 98                               | Rafael Baldassari      |                                                     |
| 2001      | Culpables                                   | Javier Alonso Díaz     |                                                     |
| 2001      | 22, el loco                                 | Darío Manuel Jauregui  |                                                     |
| 2002      | El precio del poder                         | Diego Ochoa            |                                                     |
| 2003      | Resistiré                                   | Fernando León          |                                                     |
| 2004      | Culpable de este amor                       | Román Machado          |                                                     |
| 2004      | Epitafios                                   | Fernán García          |                                                     |
| 2005      | Mujeres asesinas                            | Rafael                 | Episodio: «Margarita Herlein, probadora de hombres» |
| 2005      | Hombres de honor                            | Ferrari                |                                                     |
| 2006      | El tiempo no para                           | Pedro Luna             |                                                     |
| 2007-2008 | Lalola                                      | Gastón Zacks           |                                                     |
| 2008      | Don Juan y su bella dama                    | Ezequiel Jordán        |                                                     |
| 2008      | Algo habrán hecho por la historia argentina | Juan Domingo Perón     | Episodio: «Lo que vendrá»                           |
| 2008-2009 | Los exitosos Pells                          | Esteban Paldini        |                                                     |
| 2009      | Casi ángeles                                | Nereo                  |                                                     |
| 2009-2010 | Ciega a citas                               | Marcelo Ugly           |                                                     |
| 2010      | Para vestir santos                          | Julio Ocampo           |                                                     |
| 2011      | Un año para recordar                        | Víctor Grande          |                                                     |
| 2011      | Maltratadas                                 | Ignacio Suárez         | Episodio: «La mejor»                                |
| 2011      | Historias de la primera vez                 | Manuel                 | Episodio: «La primera vez con un hombre»            |
| 2011      | El pacto                                    | David Goldbart         |                                                     |
| 2012      | El donante                                  | Bruno Sartori Olmos    |                                                     |
| 2013      | Historias de corazón                        | Elvio                  | Episodio: «Para olvidar a Manuel»                   |
| 2013-2014 | Solamente vos                               | Rodrigo Perrazo        |                                                     |
| 2014      | El secreto de los Rossi                     | Gabriel Rossi          |                                                     |
| 2014      | Guapas                                      | Francisco Laprida      |                                                     |
| 2015      | Conflictos modernos                         | Nicolás                | Episodio: «Postergar»                               |
| 2016      | Los ricos no piden permiso                  | Esteban Morini         |                                                     |
| 2016      | Educando a Nina                             | Antonio Di Caro        |                                                     |
| 2017      | Romanos                                     | Sergio                 |                                                     |
| 2017-2018 | Las Estrellas                               | Ignacio Basile Córdoba |                                                     |
| 2019      | Otros pecados                               | Pablo                  | Episodio: «La caldera»                              |
| 2020      | Casi feliz                                  | Jesús Antonio Rocha    |                                                     |
| 2020      | Los internacionales                         | Carlos Castillo        |                                                     |
| 2022      | El primero de nosotros                      | Martín Hermida         |                                                     |
| 2022      | El secreto de la familia Greco              | Lozano                 |                                                     |
| 2023      | Argentina, tierra de amor y venganza        | Pedro Salvat Morel     |                                                     |
| 2024      | Terapia alternativa                         | Facundo                |                                                     |
| 2024      | Margarita                                   | Severino Montfleur     |                                                     |
| 2025      | Atrapados                                   | Juan Meller            | Episodio: «No puedes dañar un muerto»               |
| 2025      | Quebranto                                   | Martín Sanguinetti     |                                                     |

### Web
| Año  | Título | Papel   | Notas             |
| ---- | ------ | ------- | ----------------- |
| 2025 | Somos  | Nicolás | Episodio: «Simón» |

## Teatro
| Año       | Obra                                   | Papel         | Lugar                                                 |
| --------- | -------------------------------------- | ------------- | ----------------------------------------------------- |
| 2003      | Dios perro                             |               | Centro Cultural Recoleta                              |
| 2003      | Alicia murió de un susto               |               |                                                       |
| 2004      | Las sacrificadas                       |               | Teatro Nacional Cervantes                             |
| 2005      | Squash, Escenas de la vida de un actor |               |                                                       |
| 2008      | Jack se fue a remar                    |               | Teatro Metropolitan                                   |
| 2009      | La vuelta al hogar                     |               | Teatro Liceo / Multiteatro                            |
| 2009      | La cocina                              |               |                                                       |
| 2015-2016 | Equus                                  | Martín Dysart | Galpón de Guevara y Teatro Auditorium                 |
| 2017-2019 | Los vecinos de arriba                  | Salvador      | Paseo La Plaza / Teatro Metropolitan / Teatro Neptuno |

## Premios y nominaciones

### Premios Sur
| Año  | Categoría              | Trabajo nominado | Resultado |
| ---- | ---------------------- | ---------------- | --------- |
| 2015 | Mejor Actor de Reparto | La vida después  | Nominado  |

### Premios Martín Fierro
| Año  | Categoría                                  | Trabajo nominado | Resultado |
| ---- | ------------------------------------------ | ---------------- | --------- |
| 2017 | Mejor Actor Protagonista en Ficción Diaria | Educando a Nina  | Nominado  |

### Premios Notirey
| Año  | Categoría                                | Trabajo nominado | Resultado |
| ---- | ---------------------------------------- | ---------------- | --------- |
| 2017 | Protagonista Masculino de Ficción Diaria | Las Estrellas    | Nominado  |